# 空見雪
空見雪（10月30日—）是日本的女性聲優，宮崎縣出身。無所屬事務所。

## 人物
幼年時在富山縣居住，小學時回到宮崎縣。學生時代加入過網球社。
高中時在思考未來的方向時，希望能夠從事不用拋頭露面也能唱歌的工作，因此決定朝動畫業界發展，並進入東京聲優學院的聲優養成科就讀。畢業後加入了81 Produce。2019年2月末離開81 Produce，成為自由身。

## 演出作品
※粗體字為主要角色。

### 電視動畫
2014年
- 星光樂園（偶像）
- 笑傲曇天（上林的女兒、安倍蒼世〈幼少期〉、式神）

2016年
- 衝啊！Sabuibo Mask（女性）

2017年
- 靈契（花羽）
- 小魔女學園（學生）
- 偶像學園STARS！（宣傳）
- URAHARA（客人）

2018年
- 見習神仙精靈（蘇伊）
- KIRA KIRA HAPPY★ 打開吧！見習神仙精靈（麻里奈）

2019年
- Re:Stage！Dream Days♪（長谷川美依[6]）

### 遊戲
2014年
- 我的魔塔 -超越傳說無盡之塔（金鎚、三角銼刀、盾構機、拋光機、風之大精靈、秩序公主）
- 百女神Busters（瑪妮雅、克洛洛斯）

2015年
- Cronos Blade（維納斯）
- 戰國姬譚MURAMASA-雅-（里見義堯）

2016年
- 千姬大亂鬥（德川家康、珠姬）

2017年
- Re:Stage！節奏舞步（長谷川美依）

### 舞台
- Stray Sheep Paradise（2018年12月12日－16日，俳優座劇場） - 飾演 柚[7]

### 廣播劇CD
- 廣播劇CD Re:Stage！〜 廣播劇的練習 〜 Vol.1[8]

### 網路電視
- Re:Stage！ 〜NICO生的練習〜（2015年11月11日－2016年10月12日，NICONICO直播）[9]
- Re:Stage！ KIRARIN☆NICO生（2016年11月16日－2017年10月11日，NICONICO直播）[10]
- Re:STAGE! ch～Remembers TV～（2017年11月16日－，YoutubeLIVE）[11]

## 音樂CD

### 角色歌
| 發售日   | 名稱                   | 演唱名義             | 歌曲名稱                                       | 商業搭配                                  |
| 2016年   | 2016年                 | 2016年               | 2016年                                         | 2016年                                    |
| -------- | ---------------------- | -------------------- | ---------------------------------------------- | ----------------------------------------- |
| 3月16日  | Startin' My Re:STAGE!! | KiRaRe               | 「Startin' My Re:STAGE!!」                     | 《Re:Stage！》相關歌曲                    |
| 8月17日  |                        | KiRaRe               | 「」 「」                                      | 《Re:Stage！》相關歌曲                    |
| 2017年   |                        |                      |                                                |                                           |
| 1月18日  | 憧れFuture Sign        | KiRaRe               | 「憧れFuture Sign」 「」                       | 《Re:Stage！》相關歌曲                    |
| 5月17日  |                        | KiRaRe               | 「Do it!! PARTY!!」 「GROWING!!」 「CЯY」 「」 | 《Re:Stage！》相關歌曲                    |
| 12月20日 |                        | KiRaRe               | 「」 「WINTER JEWELS」                         | 《Re:Stage！》相關歌曲                    |
| 2018年   |                        |                      |                                                |                                           |
| 8月22日  | 367Days                | KiRaRe               | 「367Days」 「」                               | 《Re:Stage！》相關歌曲                    |
| 2019年   |                        |                      |                                                |                                           |
| 3月27日  |                        | KiRaRe               | 「」 「」                                      | 《Re:Stage！》相關歌曲                    |
| 7月24日  | Don't think,!!         | KiRaRe               | 「Don't think,!!」                             | 電視動畫《Re:Stage！Dream Days♪》片頭曲   |
| 7月24日  | Don't think,!!         | KiRaRe               | 「憧れFuture Sign（Piano Strings Arrange）」   | 電視動畫《Re:Stage！Dream Days♪》片尾曲   |
| 8月21日  | /For you! For ！       | 長谷川美依（空見雪） | 「For you! For ！」                            | 電視動畫《Re:Stage！Dream Days♪》相關歌曲 |

### 组合成员
1. 1 2 3 4  式宮舞菜（牧野天音）、月坂紗由（鬼頭明里）、市杵島瑞葉（田澤茉純）、柊香惠（立花芽惠夢）、本城香澄（岩橋由佳） 、長谷川美依（空見雪）

## 外部連結
- 空見雪的X（前Twitter）（日語）
- 個人BLOG （页面存档备份，存于）（日語）